# Ciclosporosis
La ciclosporosis es una enfermedad causada por el protista Cyclospora cayetanensis transmitida por vía fecal-oral. No es transmitida de persona a persona y es una causa común de diarrea en los viajeros.

## Modo de infección
Cuando un ooquiste de C. cayetanensis entra en el intestino delgado, invade la mucosa y se incuba durante alrededor de una semana. Después de incubación, la persona comienza a experimentar una severa diarrea, flatulencia, fiebre, dolores de estómago y dolores musculares. Los ooquistes pueden estar presentes debido a la utilización de aguas contaminadas o de heces humanas como fertilizante. Los huéspedes principales son los seres humanos y otros primates.

## Diagnóstico y tratamiento
El diagnóstico puede ser difícil debido a la falta de ooquistes reconocibles en las heces. El uso de pruebas como el PCR basado en ADN y la tinción ácido-rápido puede ayudar con la idenfication. La infección se trata a menudo con Cotrimoxazol que es la asociación de trimetoprim con sulfametoxazol, porque las drogas tradicionales anti-protozoarias no son suficientes.